# Guadua ciliata
Guadua ciliata är en gräsart som beskrevs av Ximena Londoño och Gerrit Davidse. Guadua ciliata ingår i släktet Guadua och familjen gräs. Inga underarter finns listade i Catalogue of Life.